# Clifton Heights
Clifton Heights é um distrito localizado no estado norte-americano de Pensilvânia, no Condado de Delaware.

## Demografia
Segundo o censo norte-americano de 2000, a sua população era de 6779 habitantes.
Em 2006, foi estimada uma população de 6609, um decréscimo de 170 (-2.5%).

## Geografia
De acordo com o United States Census Bureau tem uma área de
1,6 km², dos quais 1,6 km² cobertos por terra e 0,0 km² cobertos por água.

## Localidades na vizinhança
O diagrama seguinte representa as localidades num raio de 4 km ao redor de Clifton Heights.